# Helicoprion
Helicoprion ist eine ausgestorbene Knorpelfischgattung aus dem unteren und mittleren Perm vor rund 250 Millionen Jahren, die zu den Euchondrocephali gehörten. Ihre nächsten heutigen Verwandten sind die Seekatzen.

## Merkmale

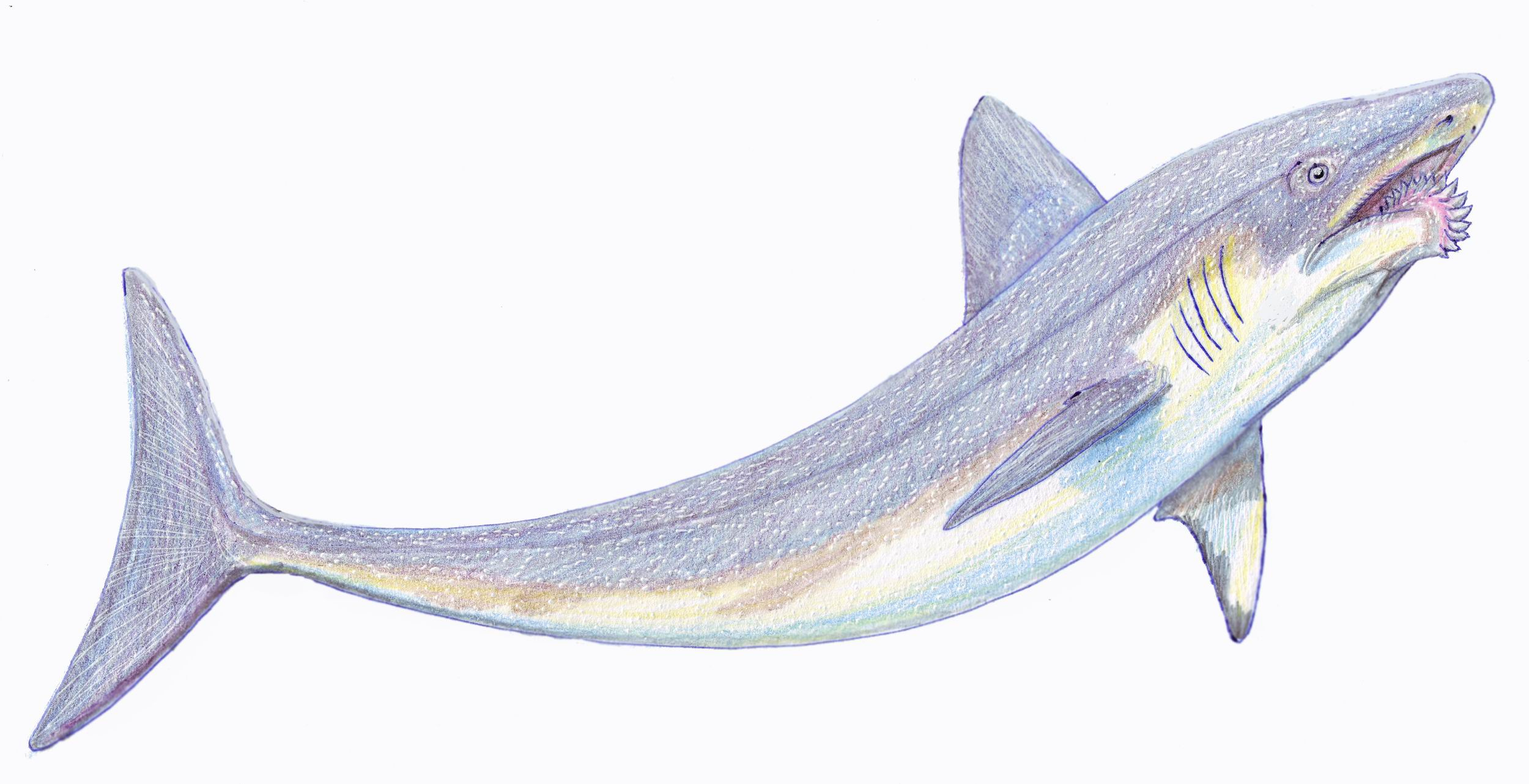
Helicoprion, spekulative Lebendrekonstruktion

Charakteristisch für die Gattung Helicoprion sind die fossil erhaltenen Zahnspiralen. Diese bestanden bei jedem Fisch aus einer einzigen spiralförmig aufgerollten Zahnreihe aus schmalen Zähnen, die bei ausgewachsenen Tieren mehr als drei Umgänge aus bis zu 180 Zähnen aufwies.
Die genaue Lage der Zahnspirale am Tier war lange Zeit unklar. Inzwischen weiß man jedoch aus computertomographischen Untersuchungen am Fossil IMNH 3789 des Idaho Museum of Natural History, dass sie, aufgehängt an den Labialknorpeln, median zwischen beiden Meckelschen Knorpeln eingebettet war, so dass das Zentrum der Zahnspirale median zwischen Ober- und Unterkiefer lag, wobei der Durchmesser der Zahnspirale in etwa der Länge des Unterkiefers entsprach.
Wie bei Knorpelfischen üblich bestand der Oberkiefer aus den zwei median verschmolzenen Palatoquadratknorpeln und der Unterkiefer aus dem rechten und linken Meckelschen Knorpel und dem rechten und linken Labialknorpel. Die Zahnspirale wies beim Exemplar IMNH 3789 einen Durchmesser von 23 cm auf und enthielt 117 Zähne.
Helicoprion hat eine autodiastyle Kieferaufhängung, wie für Euchondrocephali üblich. Das heißt: Der Oberkiefer (Palatoquadratum) ist zweigelenkig (rechts und links) am Schädel (Neurocranium) eingehängt. Und der Unterkiefer ist wiederum zweigelenkig am Oberkiefer eingehängt. (Cave: Die autodiastyle Kieferaufhängung ist nicht mit der autostylen Kieferaufhängung zu verwechseln.)
Die Größe von Helicoprion ist nicht genau bekannt. Vermutlich wurde er 5–8, möglicherweise sogar bis über 10 Meter lang.

## Funktion
Man nimmt an, dass die spiralförmige Zahnreihe die Funktion einer oszillierenden (hin- und herrotierenden) Kreissäge einnahm, die Tintenfische, wie Nautiliden und Ammoniten zersägte und zerrieb.

## Frühere Rekonstruktionen
Über die Funktion und die Position der Zahnspirale herrschte lange Zeit Unklarheit. Meist wurden sie an der Spitze des Unterkiefers angeordnet, seltener an der Oberkieferspitze, an der Rückenflosse, analog zur bezahnten, ambossförmigen Rückenflosse von männlichen Stethacanthus oder an der Schwanzflosse. Es wurde spekuliert, dass es sich um einen Fall von Peckhamscher Mimikry handelt und die Zahnspirale Ammoniten anlocken sollte, die anschließend gefressen wurden, oder dass sie ein Spezialgebiss zum Zerbeißen von Muscheln war. Ebenso könnte sie dazu gedient haben, Schwarmfische durch heftiges Hin- und Herschlagen bewegungsunfähig zu machen oder zu töten, ähnlich wie die rezenten Sägerochen (Pristiformes) ihre Säge benutzen.

## Systematik
Systematisch gehört Helicoprion zu den Eugeneodontiformes, einer Knorpelfischgruppe mit ähnlicher Bezahnung, einer möglicherweise mit den rezenten Seekatzen (Chimaeriformes) entfernt verwandten Gruppe, die im Unterschied zu diesen aber haiähnliche Zähne aufwies, die laufend ersetzt wurden.
Der Gattung werden mehrere Arten zugeordnet, darunter H. bessonowi, H. davisii und H. ergassaminon.